# 阿涌

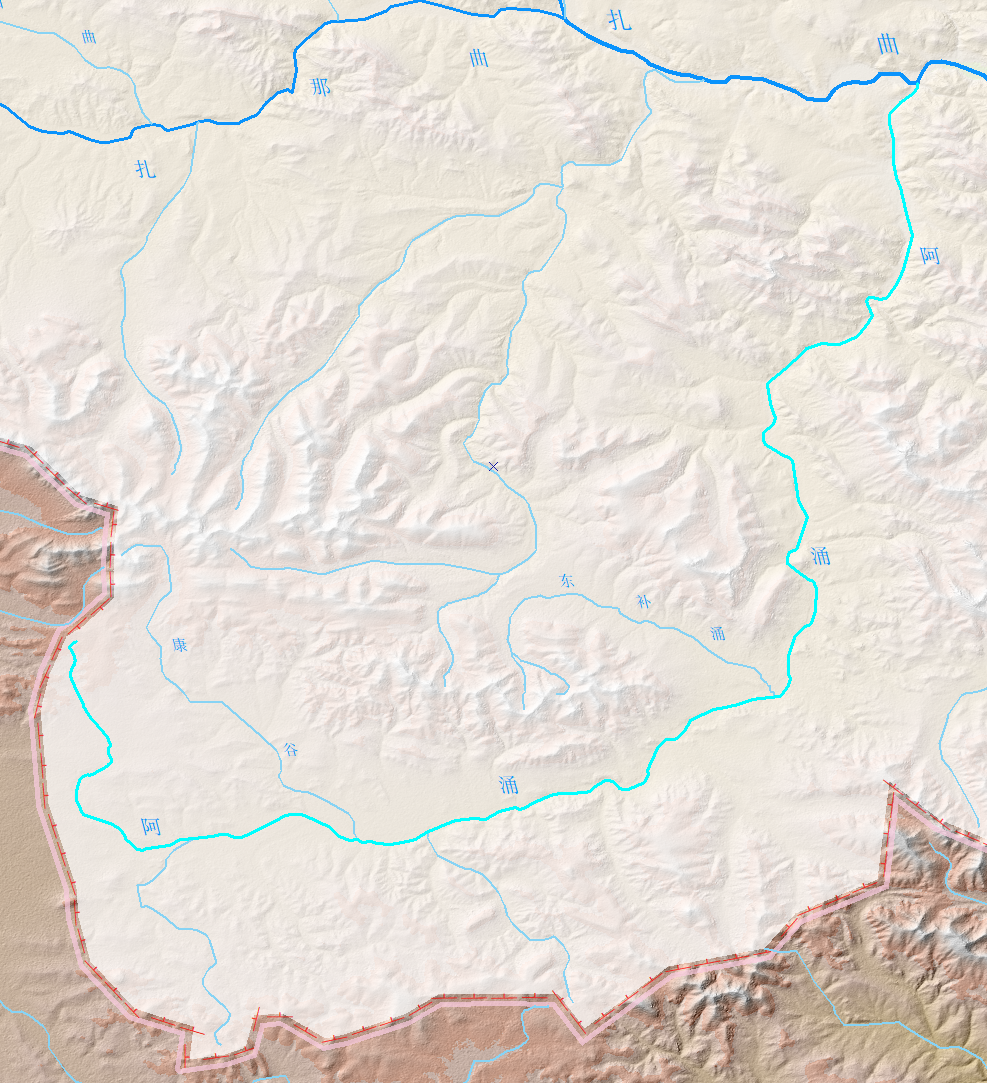
阿涌干流走向。

阿涌位于中国青海省玉树藏族自治州杂多县中南部的一条河流，是澜沧江上游段扎曲的右岸支流。发源于昆果日玛山丘，在沼泽地向南流15.3千米后转向东流，11.2千米后左岸接纳最大支流康谷后转向东北流，22.9千米后左纳东补涌后转向北流，经41.6千米，在尕青玛山西麓汇入扎曲。河流全长91.0千米，流域面积1169平方千米。